# ギ酸デヒドロゲナーゼ-N
ギ酸デヒドロゲナーゼ-N(formate dehydrogenase-N)は、次の化学反応を触媒する酸化還元酵素である。
ギ酸 + キノン {\displaystyle \rightleftharpoons } CO2 + キノール
この酵素の基質はギ酸とキノンで、生成物はCO2とキノールである。
この酵素は酸化還元酵素に属し、キノンまたはその類似化合物を受容体として供与体であるCH-OH基に特異的に作用する。組織名はformate:quinone oxidoreductaseで、別名にFdh-N、FdnGHI、nitrate-inducible formate dehydrogenase、formate dehydrogenase N、FDH-N、nitrate inducible Fdn、nitrate inducible formate dehydrogenaseがある。